# Edgeworth-Steuerparadoxon
Das Edgeworth-Steuerparadoxon wurde im Jahre 1897 erstmals von Francis Ysidro Edgeworth beschrieben, der Beweis wurde später durch Harold Hotelling geführt. Die Bezeichnung als Paradoxon rührt von einer kontraintuitiven Entwicklung der Absatzpreise in einer speziellen Marktkonstellation her. 

## Ökonomische Aussagen
Üblicherweise steigt in einem Monopolmarkt bei der Erhebung einer mengenproportionalen Steuer der Absatzpreis der besteuerten Ware, da der Produzent die Erhöhung seiner Grenzkosten (zumindest teilweise) an die Konsumenten durch Überwälzung in die Güterpreise weitergibt.
Eine Abweichung von dieser allgemeinen Regel wird durch das Edgeworth-Steuerparadoxon beschrieben:
Es besagt, dass die Erhebung einer absatzmengenproportionalen Steuer auf ein Produkt zu einem Absinken aller optimalen Preise nachfrageverwandter Produkte führen kann. Dies kann sogar dazu führen, dass der Abgabepreis des besteuerten Produkts selbst trotz der Steuererhebung unter den ursprünglichen, steuerfreien Preis sinkt. 
Francis Ysidro Edgeworth zeigte hierdurch den Sonderfall auf, dass Steuern auf zwei Komplementär- oder Substitutionsgüter eines Monopolisten nach erfolgreicher Marktanpassung nicht zu einer Preiserhöhung, sondern zu einer Preissenkung führen können. Dies ist jedoch nicht nur ein Steuerparadoxon, sondern es kann auch auf alle den Güterpreis erhöhenden Kosten ausgedehnt werden.

## Beispiel
Edgeworth selbst beschrieb das Paradoxon unter Bezug auf die Preissetzung einer Eisenbahngesellschaft: Wird eine Steuer auf Fahrten der 1. Klasse erhoben, wird die Steuer als Preiserhöhung an die Fahrgäste weitergegeben. Aufgrund der veränderten Preiskonstellation wird die Nachfrage nach Fahrscheinen der 2. und 3. Klasse steigen, die Bahngesellschaft gleichzeitig ihr Angebot in diesen Klassen ausweiten. Schließlich wird daher die Nachfrage nach Fahrten der 1. Klasse so weit zurückgehen, dass die Bahngesellschaft – trotz der weiterhin erhobenen Steuer – zu einer erheblichen Preissenkung in der 1. Klasse gezwungen ist, um genügend Nachfrage zu erhalten.